# 번 (빵)
번(bun)은 일반적으로 손으로 먹을 수 있을 만큼 작고 둥근 형태의 빵의 일종이다. 번이 단맛인지 무가당인지는 국가마다 다르다. 영국에서는 단맛으로 간주되고, 북아일랜드에서는 짭짤한 빵으로 간주되며, 미국에서는 달콤한 빵 또는 짭짤한 롤빵으로 간주된다.

## 용어
잉글랜드와 스코틀랜드에서 번은 달콤한 케이크의 한 종류로 간주되며, 스코틀랜드에서는 건포도 번의 예에서 볼 수 있듯이 매우 풍부하고 향신료가 첨가되며 과일이 박힌 것으로 이해된다. 미국에서는 롤이 특히 버거를 담고 수평으로 잘린 빵 롤로 이해된다. 짭짤하거나 달콤한 소를 넣은 중국의 바오쯔는 영어로 종종 "번"이라고 불린다.

## 구성
번은 일반적으로 곡분, 젖, 빵효모 그리고 소량의 설탕 및 버터로 만든 반죽으로 만들어진다. 달콤한 번 반죽은 설탕, 버터, 때로는 식용란을 첨가하여 빵 반죽과 구별된다. 일반적인 달콤한 종류에는 작은 과일이나 견과류가 들어 있으며, 아이싱 또는 캐러멜을 얹고 잼 또는 크림으로 채워진다. 많은 종류의 번은 황금빛 모양을 내기 위해 달걀 노른자를 바른다.

## 역사
번이라는 단어의 어원은 불분명하다. 옥스포드 영어사전은 1371년 중세 유럽의 법인 Assize of Bread and Ale에서 "bunne"라는 형태로 가장 초기에 알려진 사용을 기록하고 있는데, 그 의미는 "의심스럽다"고 언급하며, 문맥상 단순히 "덩어리 또는 케이크"의 한 종류를 지칭하는 것으로 이해된다. 14세기 일본에서는 채소나 달콤한 양갱으로 속을 채운 찐빵을 불교도들이 먹었다. 16세기 유럽에서는 달콤한 와인이나 에일과 함께 제공되는 스파이시 번이 장례 풍습의 일부로 소비되었다.

## 사진

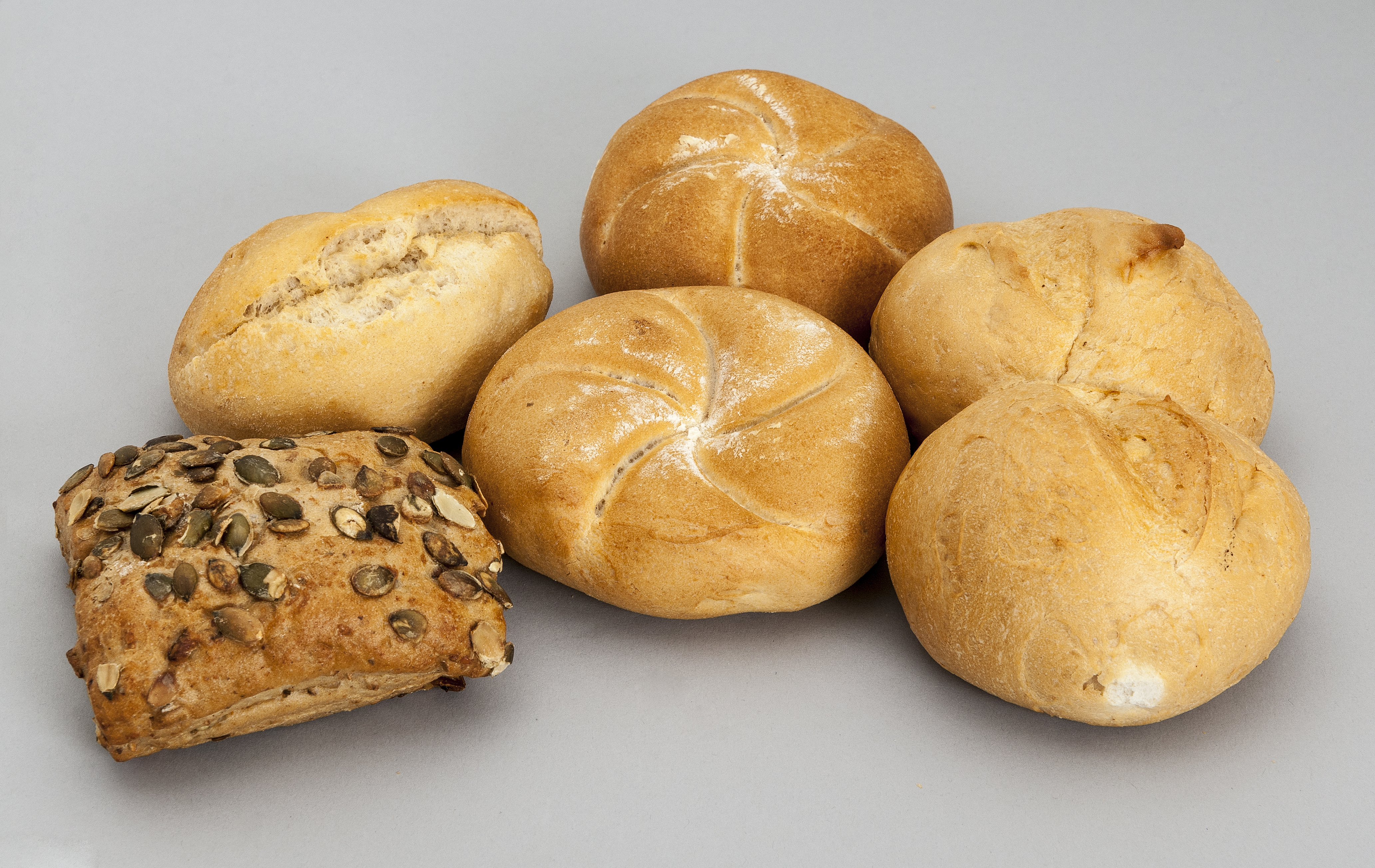
다섯가지 종류의 번
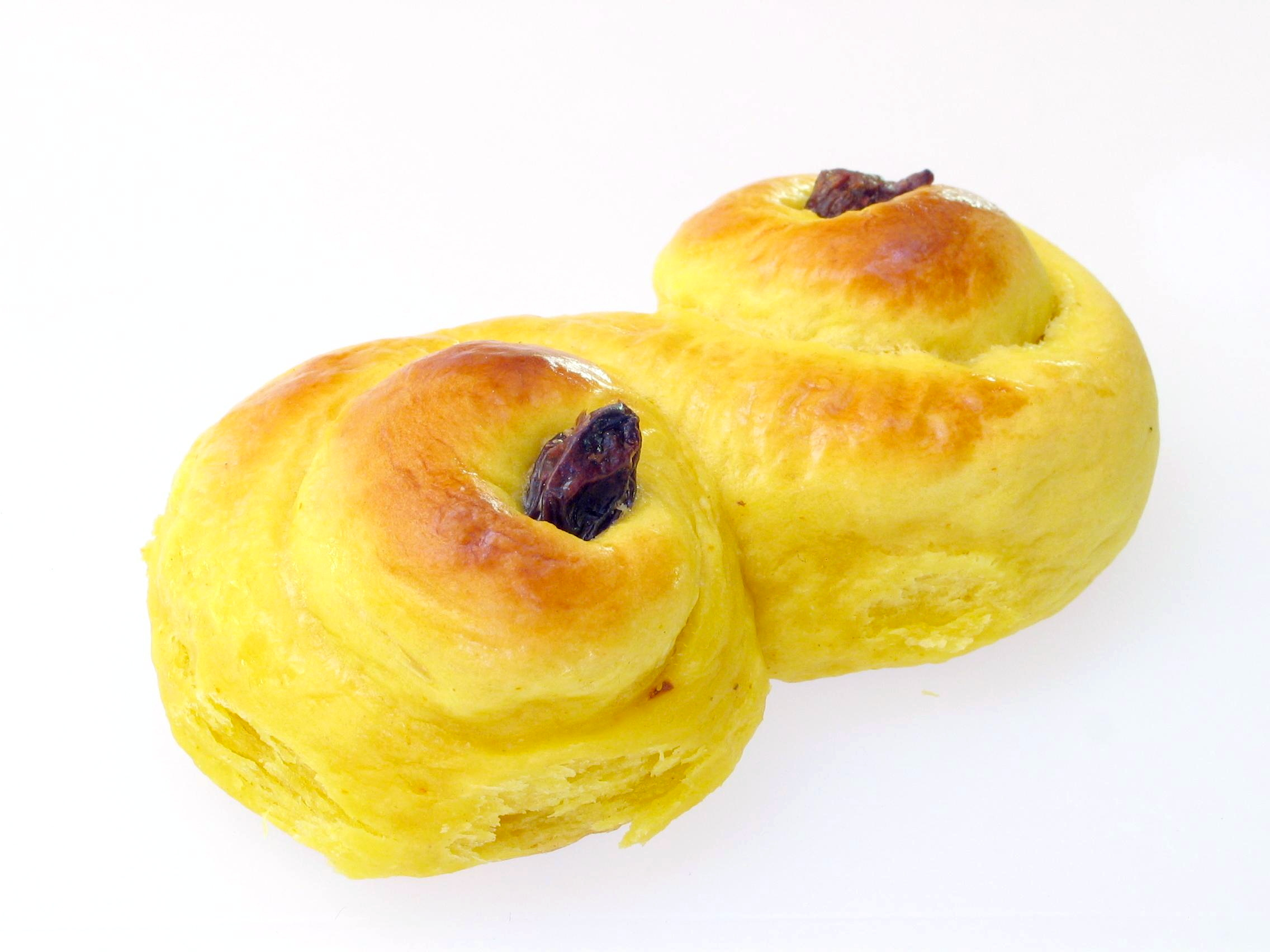
스웨덴 스타일의 번

## 같이 보기
- 크림빵